# 二十四小時制

使用十二或二十四小時制地圖
24小時
24小時（口語12小時）
兩者混用
12小時

二十四小時制的規則是把每日由子夜至午夜共分為24個小時，從數字0至23（24是每日完結的午夜）。這個時間記錄系統是現今全世界最常用的。二十四小時制在美國和加拿大仍然被稱為軍事時間（military time），而在英國則被稱作大陸時間（continental time）。二十四小時制還是國際標準時間系統（ISO 8601）。
| 24小時制            | 12小時制(中文)                | 12小時制(英文)            |
| 00:00               | 午夜12:00 子夜12:00 凌晨12:00 | 12:00 midnight 12:00 a.m. |
| 01:00               | 上午01:00                     | 01:00 a.m.                |
| 02:00               | 上午02:00                     | 02:00 a.m.                |
| 03:00               | 上午03:00                     | 03:00 a.m.                |
| 04:00               | 上午04:00                     | 04:00 a.m.                |
| 05:00               | 上午05:00                     | 05:00 a.m.                |
| 06:00               | 上午06:00                     | 06:00 a.m.                |
| 07:00               | 上午07:00                     | 07:00 a.m.                |
| 08:00               | 上午08:00                     | 08:00 a.m.                |
| 09:00               | 上午09:00                     | 09:00 a.m.                |
| 10:00               | 上午10:00                     | 10:00 a.m.                |
| 11:00               | 上午11:00                     | 11:00 a.m.                |
| 12:00               | 中午12:00 正午12:00 下午12:00 | 12:00 noon 12:00 p.m.     |
| 13:00               | 下午01:00                     | 01:00 p.m.                |
| 14:00               | 下午02:00                     | 02:00 p.m.                |
| 15:00               | 下午03:00                     | 03:00 p.m.                |
| 16:00               | 下午04:00                     | 04:00 p.m.                |
| 17:00               | 下午05:00                     | 05:00 p.m.                |
| 18:00               | 下午06:00                     | 06:00 p.m.                |
| 19:00               | 下午07:00                     | 07:00 p.m.                |
| 20:00               | 下午08:00                     | 08:00 p.m.                |
| 21:00               | 下午09:00                     | 09:00 p.m.                |
| 22:00               | 下午10:00                     | 10:00 p.m.                |
| 23:00               | 下午11:00                     | 11:00 p.m.                |
| 24:00 （次日00:00） | 午夜12:00 子夜12:00 凌晨12:00 | 12:00 midnight 12:00 a.m. |

## 描述
在24小時之中的時間書寫的格式為“小時:分鐘”（例如，01:23），或者為“小時:分鐘:秒鐘”（01:23:45）。不足10的數字前面要補充一個零。這個零在小時部分並不是必須的，但卻非常廣泛的使用，尤其是在有很多具體規定的計算機應用中（例如，ISO 8601）。在精確度高於秒的環境下，秒後可使用十進制來表示，小數點後面的部分跟在小數點或者點符號的後面，例如01:23:45.678。在24小時之中，一天開始於子夜，00:00，每天的最後一分鐘開始於23:59而結束於24:00。某一天的24:00等同于其下一天的00:00。數字時鐘顯示從00:00到23:59，它從不會顯示出24:00。這樣，從23:59:59.999到00:00:00.000就可以精確的確定新一天的開始。但是，24:00的表示方法更能明確的確定一天的結束時間。

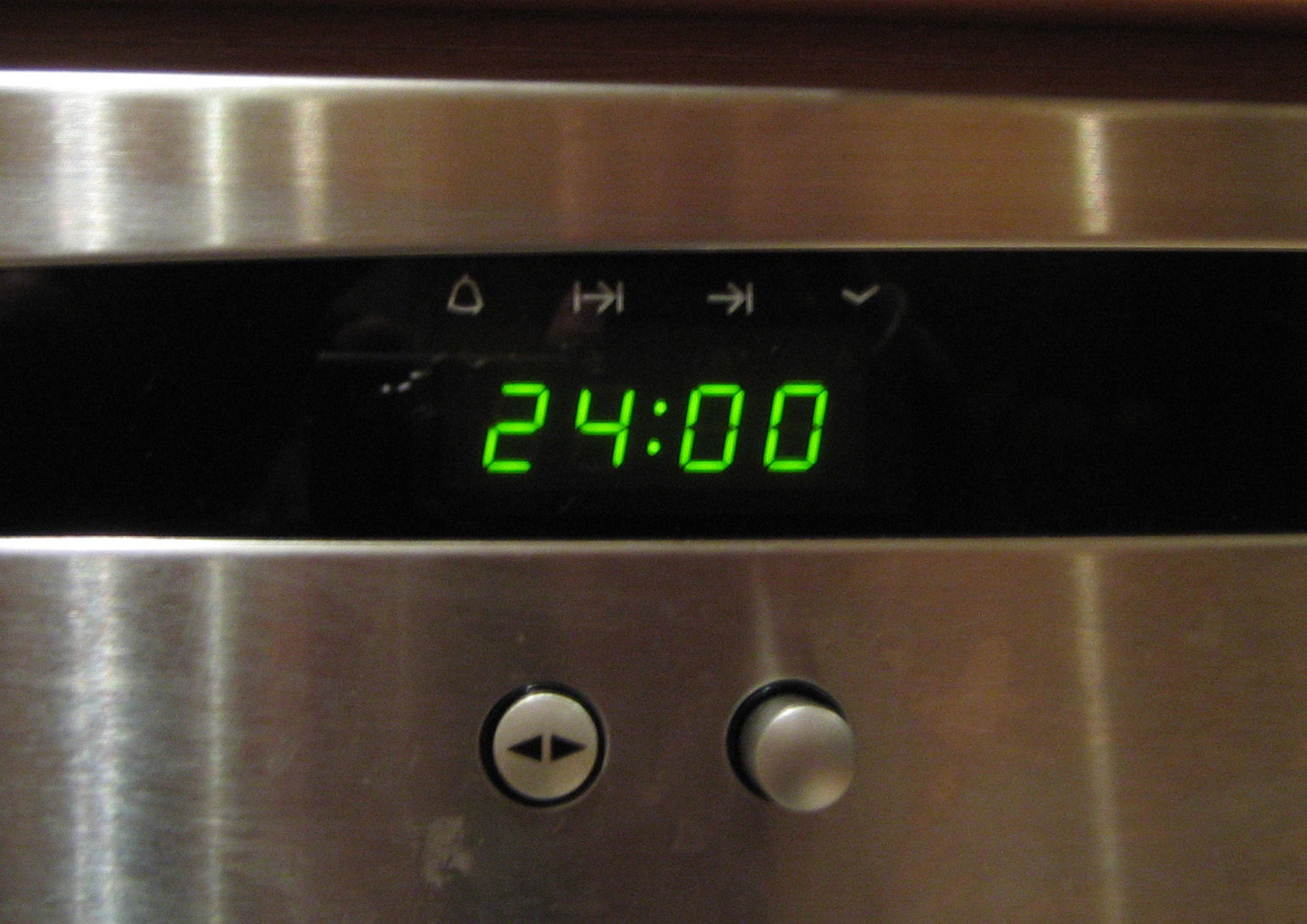
一台电子钟显示24:00。

一些電子鐘用“24:00:00”來表達閏秒，閏秒的顯示方式是“23:59:60”。
十二小時制和二十四小時制從上午1:00到下午12:59（01:00到12:59）是相同的，除了在二十四小時制中沒有AM/PM標記。從下午1:00到午夜12點（13:00到24:00）十二小時制加上12小時就能轉換成爲二十四小時制，從子夜12點到凌晨12:59（00:00到00:59）12小時制需要減掉12小時轉換到24小時制。可以參見右側的表格。
如果遇到要表達跨午夜的時段，在日本會使用三十小时制來表示以免混淆，例如要表達禁止停車時段22:00到隔天06:00，說明會寫22:00~30:00。
另外，值得注意的是，使用十二小時制顯示時間的系統通常會將中午表示為“12:00 PM”而將午夜表示為“12:00 AM”，习惯使用二十四小时制的人可能会对此产生理解错误。

## 優點
二十四小時制比起十二小時制有很多優點：
- 不會混淆上午的時間和下午的時間（在十二小時制中7點鐘既可以指上午也可以指下午）。在日程表或類似的文件中，一眼就可以看清時間是上午還是下午。這對於需要全天24小時運作的機構尤其重要，例如航空公司、鐵路、公路運輸的時刻表；電視、廣播等媒體的節目時間表（部分國家與12小時制混用，全天候播出的新聞頻道使用24小制因為牽扯到新聞的時效性）和軍隊的作息時間表。

- 能夠精確描述某一天的時間。例如：“2月3日午夜12:00”就很難確定是“2月3日00:00”還是“2月4日00:00”（即“2月3日24:00”）。

- 二十四小時制在電腦領域中較易按時間順序排列；而十二小時制因為“12:00 PM”和“12:00 AM”問題，寫成檔案名後自動排序中容易順序顛倒或是上下午的檔案混亂。

## 缺點
- 受到傳統的行針式鐘錶影響，大部分人日常生活習慣上，都是使用十二小時制稱呼及理解時間，例如下午5:00（17:00），日常生活中，一般都是以下午5:00稱呼及理解，甚少會用17:00。

- 當使用二十四小時制，可能換算錯誤而出現誤會，例如誤以為18:00為下午8:00（正確為下午6:00）。
- 00:00和24:00（次日00:00）容易混淆。有些人會感覺到次日午夜是屬於昨天的錯覺，並不知道23:59分後會到新的一天。（特別體現於交通工具如飛機於B日凌晨出發的班次，許多乘客應在A日晚間抵達機場才不會誤機）

## 歷史
直到近代接受西方文明之前，東亞都是使用一日錶針轉一圈的24小時（或十二時辰）制。在清代，傳入中國的西方製造的時鐘均改爲十二時辰式。
現在仍有很多24小時制的鐘存世，如著名的布拉格天文钟，和格林威治的謝波德門鐘。

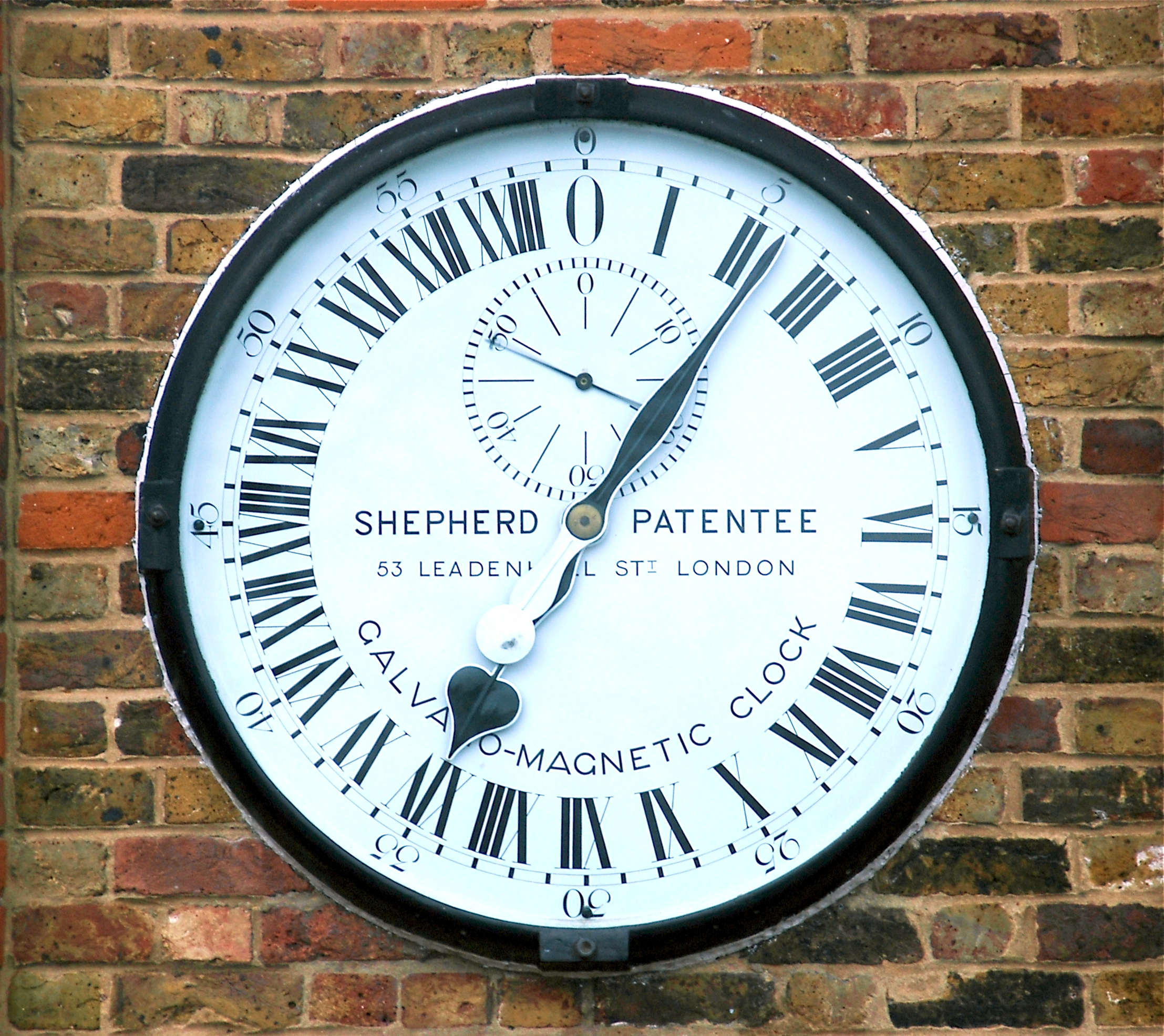
謝波德門鐘

## 農曆及置閏
以每一年有農曆12個月、共24小時制或節氣等現行曆法在時憲曆時，已廢除「十九年置七閏」，以及由於當前近日點在冬季，冬季節氣之間較短，十冬臘月較容易分配到中氣；若採無中氣置閏法，閏月較常發生在夏季。未來因近日點進動，可能改變修改「無中氣置閏」的規則，改為在滿足特定條件下，對第一個無中氣之月置閏。條件如下：兩冬月(冬至所在的月份)之間，不計冬月，若剩餘11個月(即兩冬至間有12次新月)，該年不用置閏；若剩餘12個月(即兩冬至間有13次新月)，但第一個無中氣的月之前的月有兩個中氣，則不作閏月論，而第二個無中氣的月則被視為閏月；另一方面，若第一個無中氣的月之前的月只有一個中氣，則即為閏月，第二個則被視為正規月（儘管無中氣），月序與前一個月相同（閏月在幾月後面，就稱閏幾月）。採用現行之定朔法，有可能會出現無中氣月但無須置閏之狀況。

### 閏月
| 1           | 2    | 3      | 4      | 5      | 6      | 7      | 8      | 9      | 10     | 11     | 12   |      |
| ----------- | ---- | ------ | ------ | ------ | ------ | ------ | ------ | ------ | ------ | ------ | ---- | ---- |
| 臘月        | 正月 | 二月   | 三月   | 四月   | 五月   | 六月   | 七月   | 八月   | 九月   | 十月   | 冬月 | 閏月 |
| 13          | 14   | 15     | 16     | 17     | 18     | 19     | 20     | 21     | 22     | 23     | 24   |      |
| 臘月        | 正月 | 十四月 | 十五月 | 十六月 | 十七月 | 十八月 | 十九月 | 二十月 | 廿一月 | 廿二月 | 冬月 | 閏月 |
| …… 如此類推 |      |        |        |        |        |        |        |        |        |        |      |      |

### 農曆
- 定气按太阳運行位置為準，廿四节氣與小時制分别相应于太阳在黄道上每运动15°所到达之位置。

| 農曆 | 節氣 | 西曆      | 黃經 | 中氣 | 西曆        | 黃經 | 平均中氣間隔長度/日* | 中氣對應月份 冬至100%對應，其餘99.6%對應。 | 月份別稱／干支月 | 農曆24月制 | 24月制 |
| ---- | ---- | --------- | ---- | ---- | ----------- | ---- | -------------------- | ------------------------------------------ | ---------------- | ---------- | ------ |
| 1    | 立春 | 2月3/4日  | 45°  | 雨水 | 2月18/19日  | 60°  | 29.93，29－30        | 農曆正月（一月）、子、寅月                 | 一端月、戌狗     | 13月（正） | 14月   |
| 2    | 惊蛰 | 3月5/6日  | 75°  | 春分 | 3月20/21日  | 90°  | 30.43，30－31        | 二月、丑、卯月                             | 二花月、亥豬     | 14月       | 15月   |
| 3    | 清明 | 4月4/5日  | 105° | 穀雨 | 4月19/20日  | 120° | 30.93，30－31        | 三月、寅、辰月                             | 三桐月、子鼠     | 15月       | 16月   |
| 4    | 立夏 | 5月5/6日  | 135° | 小滿 | 5月20/21日  | 150° | 31.31，31－32        | 四月、卯、巳月                             | 四梅月、丑牛     | 16月       | 17月   |
| 5    | 芒種 | 6月5/6日  | 165° | 夏至 | 6月20/21日  | 180° | 31.45，31－32        | 五月、辰、午月                             | 五蒲月、寅虎     | 17月       | 18月   |
| 6    | 小暑 | 7月6/7日  | 195° | 大暑 | 7月22/23日  | 210° | 31.31，31－32        | 六月、巳、未月                             | 六荔月、卯兔     | 18月       | 19月   |
| 7    | 立秋 | 8月7/8日  | 225° | 處暑 | 8月22/23日  | 240° | 30.93，30－31        | 七月、午、申月                             | 七瓜月、辰龍     | 19月       | 20月   |
| 8    | 白露 | 9月7/8日  | 255° | 秋分 | 9月22/23日  | 270° | 30.42，30－31        | 八月、未、酉月                             | 八桂月、巳蛇     | 20月       | 21月   |
| 9    | 寒露 | 10月7/8日 | 285° | 霜降 | 10月23/24日 | 300° | 29.93，29－30        | 九月、申、戌月                             | 九菊月、午馬     | 21月       | 22月   |
| 10   | 立冬 | 11月7/8日 | 315° | 小雪 | 11月21/22日 | 330° | 29.57，29－30        | 十月、酉、亥月                             | 十陽月、未羊     | 22月       | 23月   |
| 11   | 大雪 | 12月6/7日 | 345° | 冬至 | 12月21/22日 | 360° | 29.45，29－30        | 冬月（十一月）、戌、子月                   | 十一冬葭月、申猴 | 23月（冬） | 24月   |
| 12   | 小寒 | 1月5/6日  | 15°  | 大寒 | 1月19/20日  | 30°  | 29.58，29－30        | 臘月（十二月）、亥、丑月                   | 十二臘全月、酉雞 | 24月（臘） | 13月   |